# تی‌سی‌دبلیو
تی‌سی‌دبلیو (انگلیسی: TCW) شرکت سرمایه‌گذاری آمریکایی است، که در سال ۱۹۷۱ تأسیس شد.